# اکسیدوردوکتاز
اکسیدورداکتاز در زیست‌شیمی یک آنزیمی است که انتقال الکترون را از یک مولکول (احیاکننده) به مولکول دیگر (اکسیدان) کاتالیز می‌کند
- A– + B → A + B–

اکسیدوردوکتازها به بیست و دو زیرگروه قابل تقسیم بندی هستند مانند EC 1.1 یا الکل اکسیدوردوکتازها ؛ EC 1.11 یا پروکسیدازها و EC 1.4 مونوآمین‌ردوکتازها

## جستارهای ابسته
- مونوآمین اکسیداز
- آنزیم لیپواکسیژناز